# 歌川芳富
歌川 芳富（うたがわ よしとみ、生没年不詳）とは、江戸時代末期から明治時代初期にかけての浮世絵師。

## 来歴
歌川国芳の門人。本姓は萩原。はじめ一芸斎と号し、明治元年（1868年）からは芳州と称し真斎と号している。作画期は嘉永から明治13年（1880年）の頃にかけてで、明治6年（1873年）以降に横浜に移住したといわれるが、それ以前の万延、文久の頃にかけても多くの横浜絵を描いている。また文久元年（1861年）に没した師の国芳の死絵を描いたことで知られる。芳州の落款では風俗画、歴史画などを描き、明治期には萩原芳州と称して横浜絵、絵入新聞の挿絵などを手がけている。門人に永州、歌川州勢がいる。

## 作品
- 「猛虎之図」　大判錦絵　江戸東京博物館所蔵　※万延元年（1860年）
- 「オランダ」　横大判錦絵　フィラデルフィア美術館所蔵
- 「両国祇園会之図」　大判錦絵3枚続　江戸東京博物館所蔵　※文久元年
- 「外国人之図　アメリカ ヲロシャ ウミン国」　大判錦絵　フィラデルフィア美術館所蔵　※文久元年
- 「国芳死絵」　大判錦絵　東京国立博物館所蔵　※文久元年
- 「生写南京人之図」　大判錦絵　神奈川県立歴史博物館所蔵　※文久元年
- 「徳川家十五代之将軍慶喜公謹依之慶応四辰年四月十一日卯ノ上刻西城奉還之図」　大判錦絵3枚続　早稲田大学図書館所蔵
- 「外国入船ノ図」　大判錦絵揃物
- 「寿老と福助と乙福」　大判錦絵
- 「愛知病院外科手術図」　肉筆　※明治13年（1880年）